# 西宁河
西宁河，是中国长江流域的一条河流，汇入金沙江左岸，属于金沙江水系。河长70千米，流域面积1010平方千米，年均流量44立方米每秒。自然落差1680米。水能理论蕴藏量18万千瓦。